# Bohumil Kartous
Bohumil Kartous (vystupuje též jako Bob Kartous, * 17. srpna 1977, Kroměříž) je český politický aktivista, vysokoškolský pedagog a publicista dlouhodobě se zaměřující na téma inovace vzdělávání.

## Život a praxe
Po absolvování Gymnázia Kroměříž roku 1995 vystudoval Fakultu sportovních studií Pedagogické fakulty Masarykovy univerzity v Brně, postgraduální studium absolvoval na Fakultě sociálních věd UK v Praze. V letech 2005 až 2014 pracoval ve společnosti Scio, kde se podílel na aktivitách v oblasti vnějších vztahů, společenské odpovědnosti a vydávání periodik. Později pracoval jako tiskový mluvčí a mediální konzultant ve společnosti EDUin. Od roku 2012 pedagogicky působí na Vysoké škole ekonomiky a managementu v Praze. Dlouhodobě spolupracuje s pražským byznys hubem Opero. Je mluvčím občanské iniciativy Čeští elfové. Je spoluzakladatelem spolku Nelež, který od roku 2020 zvyšuje společenskou odpovědnost firem v otázce dezinformací.

### Čeští elfové
Dlouhodobě se zabývá tématem dezinformací, fenoménu tzv. hoaxů, dezinformačních webů a fake news, a jejich dopadů na společnost. V listopadu 2018 představil jakožto mluvčí virtuálně a anonymně fungující skupiny Čeští elfové, která si vytkla za cíl „boj s internetovými trolly, kteří šíří dezinformace a proruskou propagandu“. Vystoupil také na několika demonstracích občanského spolku Milion chvilek pro demokracii, včetně shromáždění Je to na nás v červnu 2019 na pražské Letenské pláni, která se stala největší demonstrací pořádanou po roce 1989.
Dne 25. února 2023 v podcastu iDnes.cz označil zamítnutí Akčního plánu pro čelení dezinformacím propuštěného vládního zmocněnce Michala Klímy vládou Petra Fialy za chybu a promarněnou příležitost. Podle něj se premiér pouze lekl reakce, kterou tento plán vyvolal (proti záměru státní cenzury „dezinformačních“ webů a finanční podpory vybraných médií se postavila například Unie vydavatelů).
Je expertem na vzdělávání a od roku 2022 je postupně poradcem ministrů školství Jaroslava Balaše a Mikuláše Beka. Je odpůrcem státní maturity.

### Pražský inovační institut
Od roku 2020 zastával pozici ředitele Pražského inovačního institutu. V červnu 2022 navrhla dozorčí rada Pražského inovačního institutu Kartousovo odvolání z funkce ředitele institutu z důvodu neprůhledného hospodaření této organizace, na které poukázaly dva realizované audity. Odvolání však zamítla správní rada institutu. Po dohodě se správní radou nakonec bylo dohodnuto, že Kartous odstoupí z funkce ředitele Pražského inovačního institutu k 30. září 2022.
Od září 2003 působí jako editor v Britských listech.
Jeho texty a eseje jsou pravidelně uveřejňovány v českých médiích jako například Hospodářské noviny, MF Dnes, Literární noviny, Britské listy, Rodina a škola. Je autorem knih No Future (2019) a Future ON! (2023).

## Dílo
- No Future - Na parním stroji do virtuální reality (Nakladatelství 65. pole, 2019)[17]
- Future ON! - Jak zkrotit šelmy digitální džungle (Nakladatelství 65. pole, 2023)